# Buikspreken

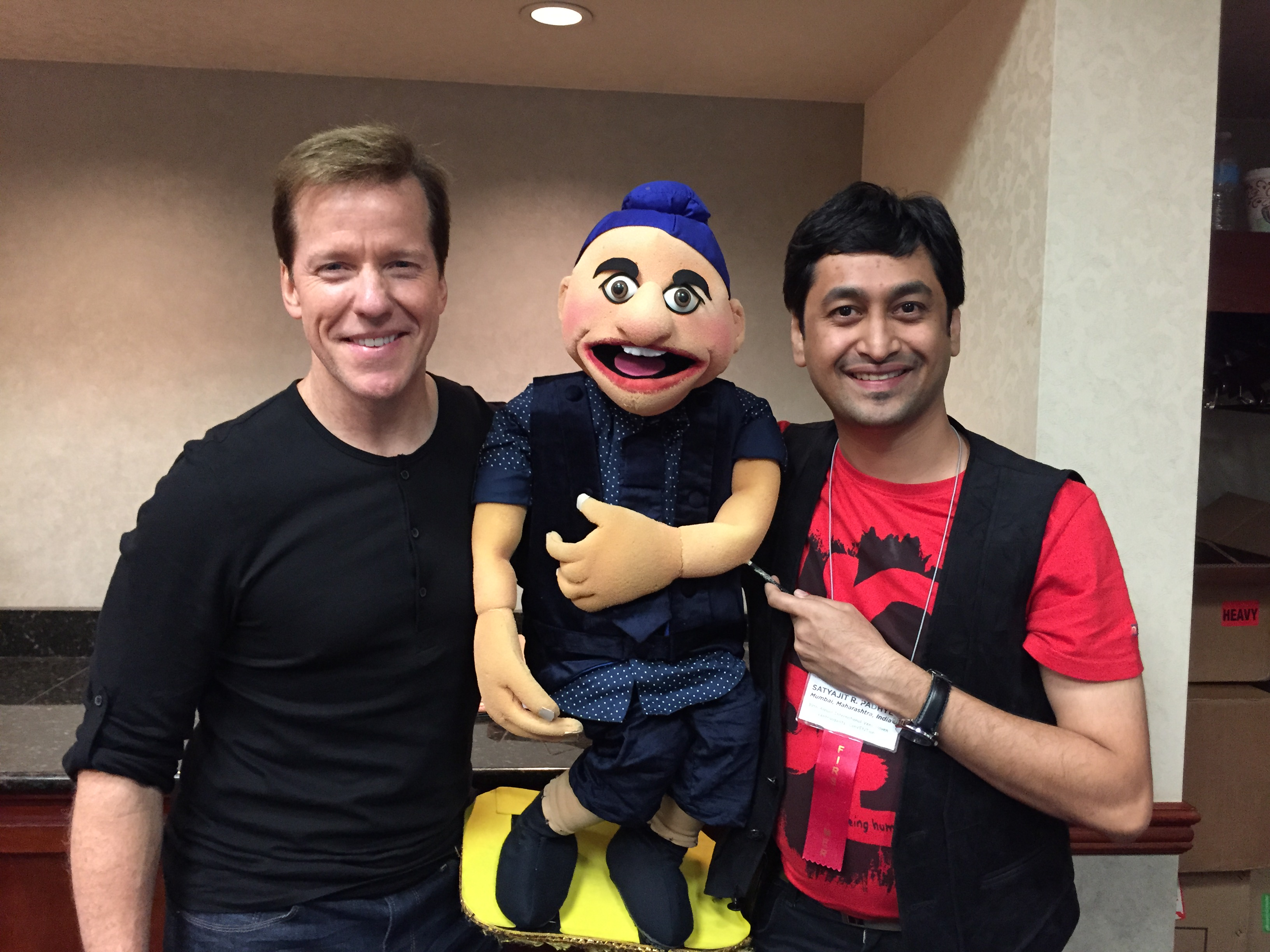
Een bekende buikspreker uit India, Satyajit Padhye. Links staat Jeff Durnham uit de VS.

Buikspreken is een vorm van amusement waarbij een persoon zijn of haar stem zo manipuleert, dat het lijkt alsof deze ergens anders vandaan komt dan uit de mond van de persoon. Dit effect wordt bereikt door te spreken met zo min mogelijk zichtbare bewegingen met de lippen. De buikspreker geeft meestal de indruk dat een pop spreekt.
Deels wordt buikspreken ook voor malafide doeleinden gebruikt. In een seance waarin een medium zogenaamd met de doden praat, kan het medium contact veinzen met het dodenrijk door middel van buikspreken.

## Techniek
Vroeger werd geloofd dat het geluid werd voortgebracht vanuit de buik, vandaar de naam buikspreken of ventriloquisme, van het Latijnse venter (buik) en loqui (spreken). In werkelijkheid maakt de buikspreker gewoon gebruik van de stembanden en de mond. De glottis wordt vernauwd en de mond wordt zo weinig mogelijk geopend terwijl de lucht langzaam uit de longen wordt geblazen. De tong wordt teruggetrokken en enkel het tipje van de tong wordt bewogen.

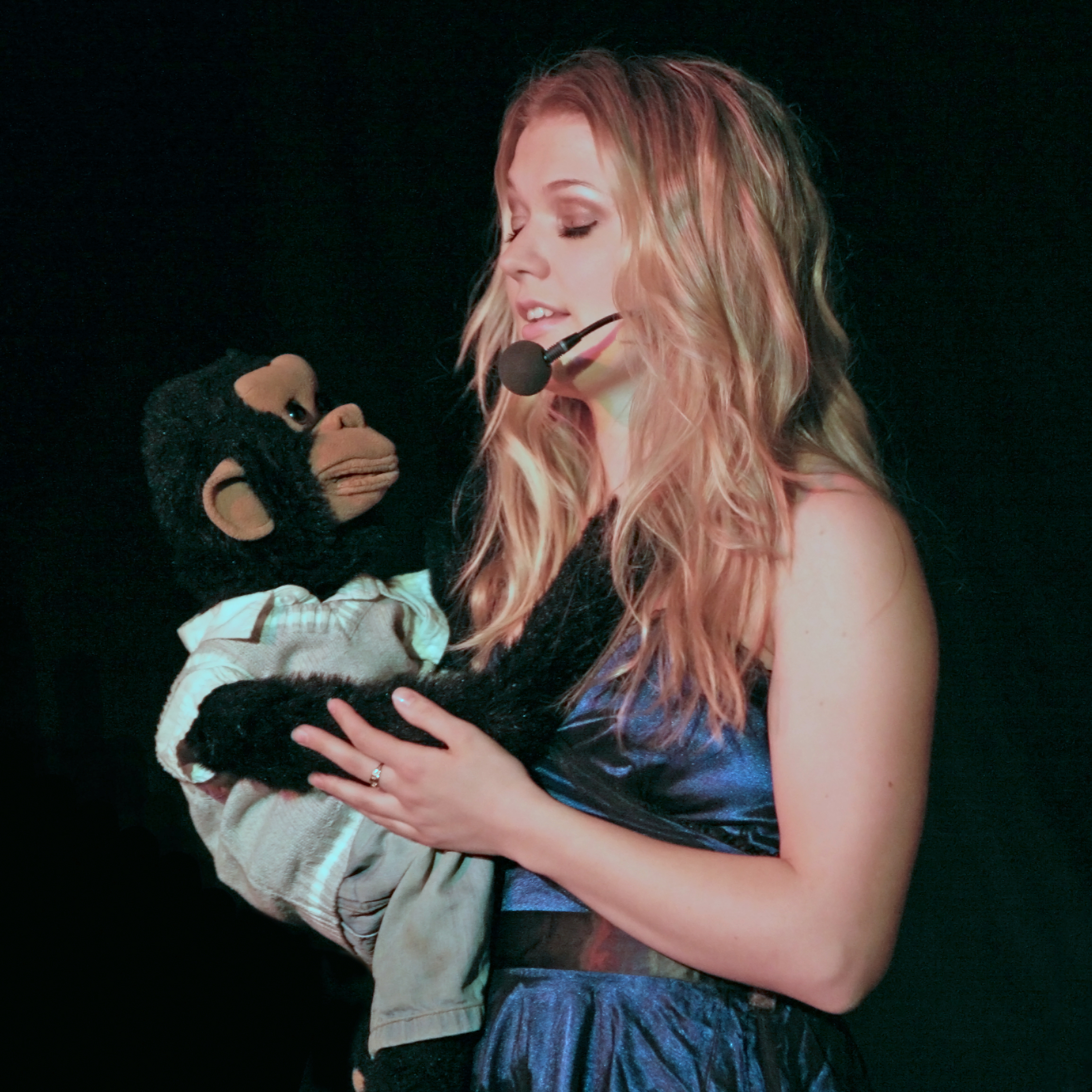
Zillah en Totte komen uit Zweden.

De buikspreker kan zo allerlei geluiden nabootsen. Dit kan gaan om dierengeluiden, muziekinstrumenten of omgevingsgeluiden. Zo waren er buiksprekers die het geluid van een hele mensenmassa, een langsmarcherend regiment of een processie van zingende monniken konden imiteren. Het meest wordt de menselijke stem nagebootst. Hierbij wordt een ander stemgeluid gebruikt dan de eigen stem.
Verder wordt gebruik gemaakt van het buiksprekerseffect. Het menselijk gehoor is niet in staat nauwkeurig de bron van een geluid te bepalen en door visuele prikkels is de buikspreker in staat de illusie te wekken dat het voortgebrachte geluid van elders komt. Dit kan door gebaren en wijzen, maar meestal wordt gebruik gemaakt van een pop.

## Pop
Het bekendste hulpmiddel van een buikspreker is een pop, wiens taak het is om het publiek af te leiden zodat de lipbewegingen van de buikspreker nog minder opvallen. De buikspreker laat bij zijn act de mond van de pop bewegen tijdens het spreken. Het lijkt hierdoor net alsof het de pop is die praat.
De acteur praat met zijn eigen stem samen met de pop, die met buikspreekstem antwoord geeft. Omdat het uitspreken van bepaalde medeklinkers (P, B en M) moeilijk is, wordt soms gebruik gemaakt van een kinderlijke buikstreekstem, waarbij het aannemelijk is dat die bepaalde woorden niet goed kan uitspreken. Er zijn echter ook voorbeelden van buiksprekers die laten uitschijnen dat ze zelf de taal gebrekkig spreken en hun pop in een vloeiende taal laten antwoorden.
Het gebruik van een pop vereist dat de buikspreker niet alleen bedreven is in het buikspreken, maar ook in het aansturen van de pop zodat diens mondbewegingen perfect aansluiten bij de gesproken tekst.
De pop zelf kan enkel bestaan uit de vuist van de buikspreker, waarbij de ruimte tussen de hand en de duim dient als mond. Ook een zotskolf of narrenkop kon gebruikt worden als buiksprekerspop. Meestal wordt gebruik gemaakt van speciaal vervaardigde handpoppen met beweegbare mond. Vaak zit bij bij de buikspreker op schoot. De 19e-eeuwse buikspreker O'Kill gebruikte bij zijn act echter een hele 'familie' van levensgrote poppen die hij bediende en met verschillende stemmen liet spreken.

## Geschiedenis

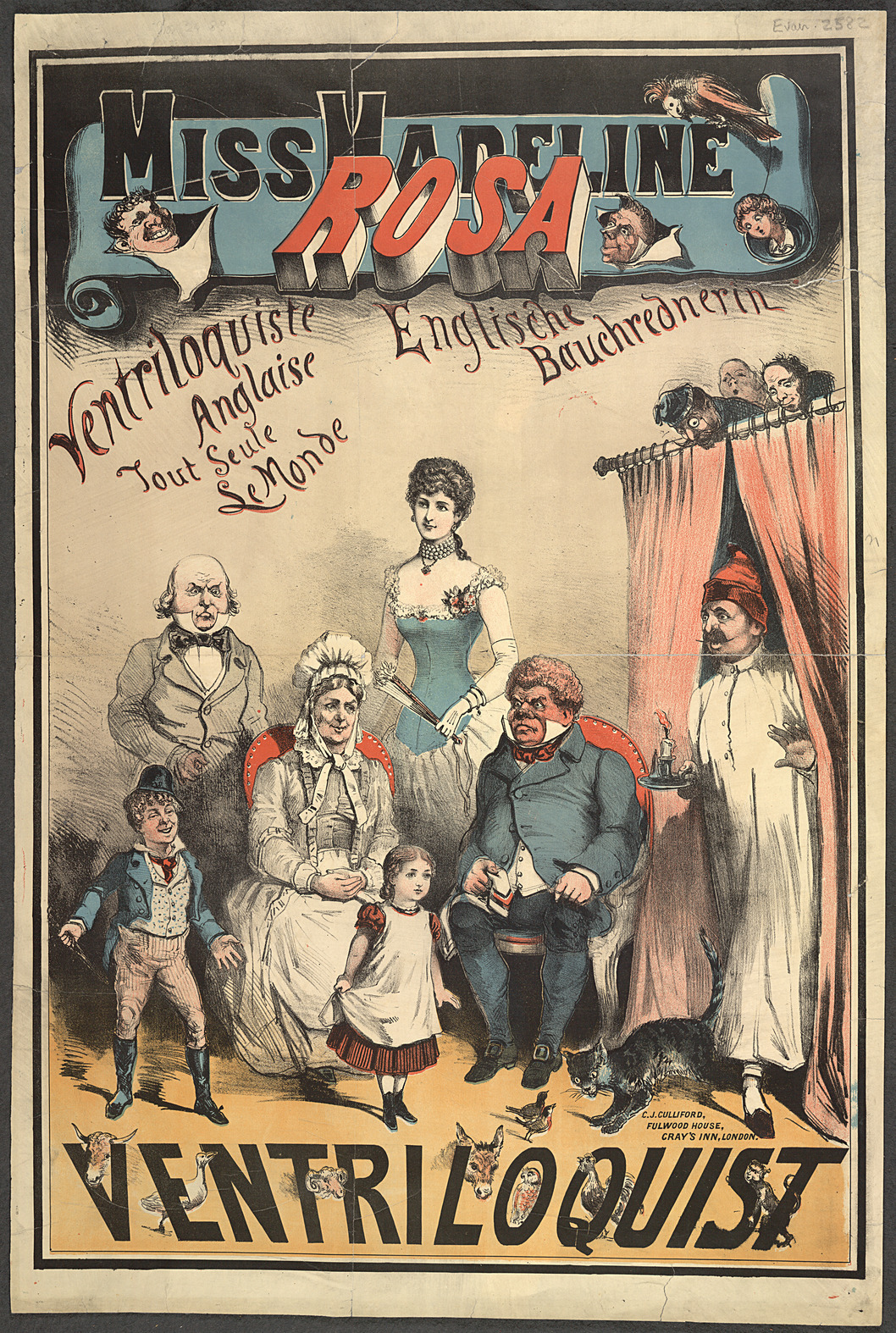
Miss Madeline Rosa, affiche uit 1883

Buikspreken werd al in de oudheid beoefend en is ook een wereldwijd gebruik. Het is bekend bij de Zoeloes, de Inuit en de Maori. Er zijn aanwijzingen dat buikspreken werd beoefend door de oude Egyptenaren en de Joden in de bijbelse tijd. Het werd ook beoefend in India en China. In het oude Griekenland was Eurycles van Athene een bekende buikspreker. In de middeleeuwen liepen buiksprekers naar verluidt gevaar op de brandstapel te eindigen. Louis Brabant was een buikspreker in dienst van koning Frans I van Frankrijk (16e eeuw) en Henry King bij koning Karel I van Engeland (17e eeuw). De kunst werd verder vervolmaakt in de 18e en 19e eeuw en buiksprekers traden op in circussen en theaters.
Buikspreken was midden 20e eeuw enorm populair, mede dankzij het werk van de Fransman Robert Lamouret en de Amerikaan Edgar Bergen. Die laatste introduceerde het buikspreken als vorm van stand-upcomedy. Van 1937 tot 1956 presenteerde hij een radioprogramma waarin hij het publiek vermaakte met zijn buikspreekact. Zijn populariteit inspireerde veel andere buiksprekers. Bekende hedendaagse buiksprekers zijn Jeff Dunham, Terry Fator en Damon Scott. In de Verenigde Staten was anno 2000 het buikspreken populair bij evangelisten, die middels het buikspreken jonge mensen wilden bereiken. Geschat werd dat driekwart van de Amerikaanse buiksprekers uit deze groep bestond.